# Луцик Володимир Федорович
Володимир Федорович Лу́цик (псевдоніми та криптоніми: Бодак Музика, Како Ігор, Л-к В., Како Іоръ, Кок-lop, В. Ф. Л. та ін.; 2 вересня 1857, с. Годів, тепер Тернопільського р-ну Тернопільської обл. — 1909, Львів) — український письменник і журналіст. Редактор москвофільських газет «Галичанинъ» (1894—1901) і «Русское слово» (1901—1903).

## Життєпис

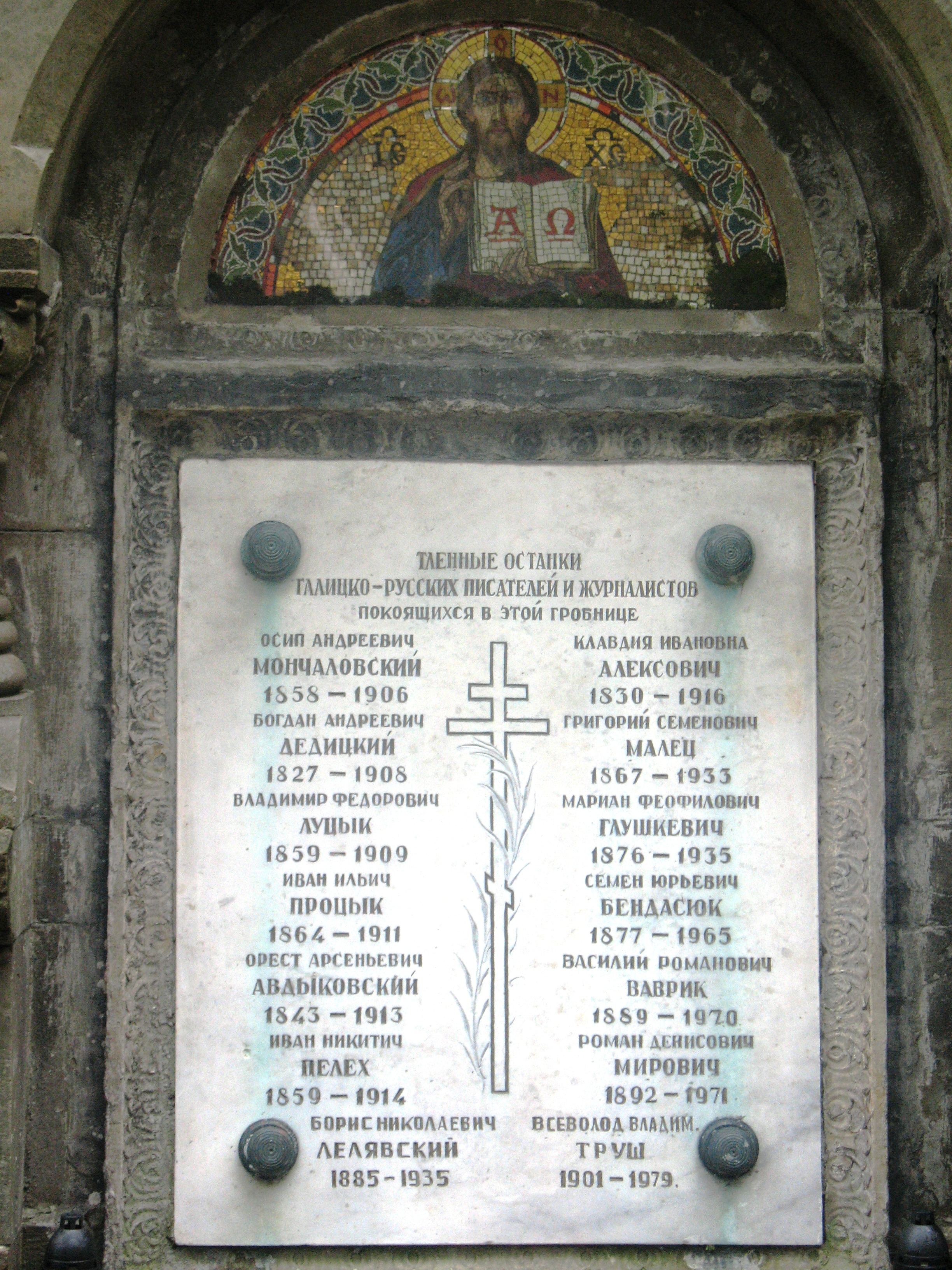
Список похованих у гробниці журналістів-москвофілів

Закінчив Бережанську гімназію (1876) та Львівський університет (1880).
Від 1873 року співпрацював у часописах «Слово», «Пролом», «Новый Пролом», «Беседа», «Страхопуд».
Автор віршів (опублікованих у журналах «Весна» і «Страхопуд»), повістей «Кровавий танець» (1896), «Не введи нас во іскушеніє» (1900); оповідань «Пустинний дух», «Зустріч не передбачена», «Старець в одну ніч», «На слизькому шляху», «Месть моря» (всі — 1886), «Зозулька» (1899), «Виновата» (1901). Автор лібрето до опери Дениса Січинського «Роксоляна». Писав гуморески (польською мовою).
Переклав оповідання «Пані Юність» і «Кмітливість художника» С. Чеха (із чеської), баладу «Шукач скарбів» Й. В. Ґете (з німецької).
Похований у гробниці журналістів-москвофілів на Личаківському цвинтарі.
Рукопис автобіографії Луцика зберігається в ЛНБ ім. В. Стефаника.
Його творчість досліджував мистецтвознавець Петро Медведик.